# جسور و زیبا (مجموعه تلویزیونی ۲۰۱۶)
جسور و زیبا (به ترکی استانبولی: Cesur ve Güzel) (شناخته‌شده با نام پاتریکس در ایران) مجموعه تلویزیونی مهیج تهیه‌شده توسط آی یاپیم محصول کشور ترکیه است که از سال ۲۰۱۶ تا ۲۰۱۷ در شبکه استار تی‌وی پخش شد. در ایران از شبکه تلویزیونی جم تی‌وی با نام پاتریکس پخش شد.

## خلاصه داستان
جسور، جوانی است که به هدف گرفتن انتقام، نام فامیل خود را تغییر داده‌است. او به دلیل گرفتن انتقام پدرش با نقشه‌های قبلی به دهکده کورلوداء نقل مکان می‌کند و در بدو ورود با اسبی که به همراه سوارکارش کنترل خود را از دست داده روبرو شده و به نحوی آنها را از افتادن در پرتگاه نجات می‌دهد. به این ترتیب سوهان و جسور آشنا می‌شوند. در واقع جسور که یکی از شخصیت‌های اصلی داستان است زندگی خود را برای نجات دختری که هنوز نمی‌شناسدش به خطر می‌اندازد. غافل از اینکه سوهان، دختر مردی است که او آمده تا انتقام مرگ و حیات از دست رفته پدرش را از وی بگیرد. دیری نمی‌گذرد که جسور به این حقیقت پی می‌برد و تصمیم می‌گیرد تا دختر تحسین کورلوداء یعنی همان دشمن پدرش را به دست آورد. اما غافل از اینکه او واقعاً درگیر عشق به سوهان شده و نمی‌تواند به وی آسیبی برساند. از طرفی سوهان نیز قبل از آشنایی با او، با بلنت نامزد خود رابطه‌ای معمولی و خوب داشت و هیچ ایده‌ای در مورد عشق نداشت. سریال به این ترتیب آغاز می‌شود و دو شخصیت اصلی داستان، میان حکایت عشق و انتقام درگیر خواهند شد.

## بازیگران وشخصیت‌ها
| بازیگر              | نقش               | قسمت  |
| ------------------- | ----------------- | ----- |
| کیوانچ تاتلیتوغ     | جسور آلمداراوغلو  | ۱-۳۲  |
| طوبا بویوک اوستون   | سوهان کورلوداغ    | ۱-۳۲  |
| Tamer Levent        | تحسین کورلوداغ    | ۱-۳۲  |
| Devrim Yakut        | مهربان آیدینباش   | ۱-۳۲  |
| Erkan Avcı          | کورهان کورلوداغ   | ۱-۳۲  |
| Serkan Altunorak    | بولنت آیدینباش    | ۱-۳۲  |
| Sezin Akbaşoğulları | جاهده             | ۱-۳۲  |
| Müfit Kayacan       | رفعت ایلبی        | ۱-۳۲  |
| Nihan Büyükağaç     | عدالت سویوزلو     | ۱-۲۶  |
| Fırat Altunmeşe     | کمال              | ۱-۳۲  |
| Irmak Örnek         | شیرین             | ۱-۳۲  |
| Gözede Türkpençe    | بانو              | ۱-۳۲  |
| Işıl Dayıoğlu       | ریحان             | ۱-۳۲  |
| Zeynep Kızıltan     | هولیا             | ۱-۳۲  |
| Cansu Türedi        | فوگن کاراحسن‌اوغلو | ۲-۱۶  |
| Ali Pinar           | حسن کاراحسن‌اوغلو  |       |
| اییت اوزشنر         | رضا               | ۱۵-۳۲ |

## جزئیات سریال
برخلاف اطلاعات عموم کسانی که این سریال را تماشا کرده‌اند حقیقتاً مکانی با نام کورلوداغ وجود نداشته و محل فیلم‌برداری، روستایی بسیار سرسبز به نام "پولونِزکوی" یا "Polonezköy" در فاصله 30 کیلومتری استانبول می‌باشد. ویلای محل فیلم‌برداری نیز اصالتاً متعلق به خانواده "سیماوی" بوده که به منظور ساخت سریال به مدت بیش از یکسال اجاره شده است.